# Kënga Magjike 2005
Kënga Magjike 7 var den sjunde upplagan av musiktävlingen Kënga Magjike. Tävlingen innefattade två semifinaler som ägde rum den 11 respektive 12 november 2005. Finalen hölls den 13 november i Pallati i Kongreseve i Tirana. 31 låtar deltog i tävlingen men endast 14 tog sig till final. Vann gjorde Genta Ismajli med "Nuk dua tjetër". Gruppen Aurora slutade tvåa och Flori Mumajesi slutade trea.

## Resultat

### Finalen
| Plats | Artist         | Låt                     | Poäng |
| ----- | -------------- | ----------------------- | ----- |
| 1     | Genta Ismajli  | "Nuk dua tjetër"        | 292   |
| 2     | Aurora         | "Lele kaçurrele"        | 269   |
| 3     | Flori Mumajesi | "Me sy mbyllur"         | 221   |
| ?     | Bleona Qereti  | "S'dua"                 | ?     |
| ?     | Blero          | "Më mungon"             | ?     |
| ?     | Burim Hoxha    | "Pak unë e pakëz ti"    | ?     |
| ?     | Jonida Maliqi  | "Papagalli i dashurisë" | ?     |
| ?     | Juliana Pasha  | "Ti, unë"               | ?     |
| ?     | Julka          | "Kurrë mos thuaj jo"    | ?     |
| ?     | Mirsa Kërcelli | "Djaloshi im"           | ?     |
| ?     | Orinda Huta    | "Harrova të marr frymë" | ?     |
| ?     | Shpat Kasapi   | "Pranë buzëve të tua"   | ?     |
| ?     | Soni Malaj     | "Zjarr"                 | ?     |
| ?     | Tuna           | "Testamenti"            | ?     |

### Övriga priser
| Nr | Pris                   | Artist         | Låt                     |
| -- | ---------------------- | -------------- | ----------------------- |
| 1  | Çmimi I Kritikës       | Tuna           | "Testamenti"            |
| 2  | Interpretimi Më I Mirë | Jonida Maliqi  | "Papagalli i dashurisë" |
| 3  | Magjia E Parë          | Mirsa Kërcelli | "Djaloshi im"           |
| 4  | Çmimi Çesk Zadeja      | Juliana Pasha  | "Ti, unë"               |
| 5  | Çmimi I Internetit     | Genta Ismajli  | "Nuk dua tjetër"        |
| 6  | Kënga Hit              | Aurora         | "Lele kaçurrele"        |
| 7  | Çmimi I Publikut       | Shpat Kasapi   | "Pranë buzëve të tua"   |
| 8  | Paraqitja Skenike      | Orinda Huta    | "Harrova të marr frymë" |
| 9  | Çmimi Produksion       | Tuna           | "Testamenti"            |
| 10 | Çmimi Diskografik      | Blero          | "Më mungon"             |
| 11 | Millennium             | Soni Malaj     | "Zjarr"                 |
| 12 | Melodi                 | Burim Hoxha    | "Pak unë e pakëz ti"    |
| 13 | Çmimi Televiziv        | Bleona Qereti  | "S'dua"                 |
| 14 | Kantautori Më I Mirë   | Flori Mumajesi | "Me sy mbyllur"         |
| 15 | Best Dance             | Julka          | "Kurrë mos thuaj jo"    |